# Protohermes dichrous
Protohermes dichrous là một loài côn trùng trong họ Corydalidae thuộc bộ Megaloptera. Loài này được Brauer miêu tả năm 1878.